# مونتلا
مونتلا (به ایتالیایی: Montella) یک کومونه در ایتالیا است که در استان آولینو واقع شده‌است. مونتلا ۸۲٫۸۶ کیلومترمربع مساحت و ۷٬۸۶۴ نفر جمعیت دارد و ۵۴۶ متر بالاتر از سطح دریا واقع شده.